# The Ploctones
The Ploctones sind ein niederländisches Quartett, das experimentellen Jazzrock spielt und als „einer der aufregendsten Live-Acts des holländischen Jazz“ gilt (de Volkskrant).  Anfänglich trat die Gruppe unter den Namen der vier Bandmitglieder als Goudsmit, Trujillo, Vierdag & Vink auf. Seit dem Auftritt 2007 auf dem North Sea Jazz Festival firmiert die Band als The Ploctones.
Anlässlich ihres Albums 3...2...1... urteilte die Zeitschrift Jazz thing: „Ploctones hört sich wie die nette Tanzband von nebenan oder die aufstrebende Schüler-Combo an, ist aber ein ziemlich schräger Beitrag Hollands zum Jazzrock.“ Anders als sonst häufig in der Fusionmusik gäbe es keine „vorhersehbare musikalische Abläufe, aufgeräumte Melodien oder verbindliche Themen“. Oft brauche die Band, die zur „Anarcho-Fraktion“ des Genres gehöre, „nur ein paar Licks oder Akkorde auf der Gitarre oder einige aneinandergereihte Töne des Saxofons“, um das Grundgerüst für das Zusammenspiel zu finden.

## Diskografie
- 2005: Live op het dak![3]
- 2009: 050[4]
- 2011: 3...2...1...
- 2013: Ploc